# Brosimum utile
Brosimum utile (arborele de lapte) denumită, în unele locuri, Galactodendron, Pittier (= B. galactodendron) este o specie de plantă din familia Moraceae.

## Descriere
Brosimum utile poate crește până la o înălțime de 30 m.

## Cultivare
Înmulțirea plantei se face prin semințe sau prin butași.